# Wenzel Dreßler
Wenzel Dreßler, přepisováno též Wenzel Dressler (5. prosince 1832 Žandov – 20. prosince 1868 Praha), byl český lékař a politik německé národnosti, v 60. letech 19. století poslanec Českého zemského sněmu.

## Život
Wenzel Dreßler studoval gymnáziích v Litoměřicích a Drážďanech a nakonec maturoval na Malostranském gymnáziu v Praze. Absolvoval medicínu na Karlo-Ferdinandově univerzitě v Praze. Nastoupil jako asistent k profesorovi Antonu Jakschovi na kliniku všeobecného lékařství. Specializoval se na mikroskopii a organickou chemii. Získal Krombolzovo stipendium a v roce 1865 cestoval po lékařských ústavech v západní Evropě. Když vypukla roku 1866 prusko-rakouská válka, zastával funkci šéflékaře ve válečném špitálu v Praze. Získal za to záslužný kříž s korunkou. Soukromě se zajímal o dějiny a archeologii. Spoluzaložil Verein für Geschichte der Deutschen in Böhmen (Spolek pro dějiny Němců v Čechách). Byl také aktivní v tělovýchově. V letech 1863–1868 zastával funkci zástupce jednatele a jednatele německého mužského Turnvereinu v Praze. Identifikoval se s německým národním hnutím. Odmítal národnostní nevyhraněnost a zemské vlastenectví. Německá publicistika z počátku 20. století ho označovala za „jednoho z prvních, který poznal nebezpečnost českého hnutí pro Němectvo.“
V 60. letech 19. století se zapojil i do zemské politiky. Podle některých pramenů se již roku 1866 stal poslancem Českého zemského sněmu. V řádných zemských volbách v Čechách v lednu 1867 byl zvolen do Českého zemského sněmu v kurii venkovských obcí (volební obvod Jablonné – Chrastava). Mandát obhájil za týž obvod i v krátce poté konaných zemských volbách v březnu 1867.
Zemřel roku 1868 v mladém věku na zápal plic. Ačkoliv patřil k německému táboru v Praze, jeho pohřbu se účastnila i skupina českých sokolů včetně Miroslava Tyrše.